# Municipio de Marshallberg
El municipio de Marshallberg (en inglés: Marshallberg Township) es un municipio ubicado en el  condado de Carteret en el estado estadounidense de Carolina del Norte. En el año 2010 tenía una población de 469 habitantes.

## Geografía
El municipio de Marshallberg se encuentra ubicado en las coordenadas 34°44′12.58″N 76°30′22.72″O / 34.7368278, -76.5063111.